# Antidote (트래비스 스콧의 노래)
"Antidote"는 미국의 힙합 가수 트래비스 스콧의 첫번째 정규 음반인 Rodeo의 수록곡이자 2015년 7월 29일 발매된 싱글이다. 원더걸 (WondaGurl)과 이스트바운드 (Eestbound)가 프로듀싱에 참여했으며, 빌보드 핫 100 차트에서 현재 16위를 기록중이며 미국 음반 산업 협회에서 플래티넘을 기록하였다.

## 배경
이 노래는 2015년 6월 21일 JMBLYA 공연에서 처음 공개하였다. 2015년 6월 21일, 트래비스 스콧은 자신의 사운드클라우드에 이 노래를 공개하였다. 원래 이 노래는 Rodeo에 수록하지 않을 예정이었다. 그러나 이 노래가 많은 인기를 얻자 스콧은 이 노래를 자신의 데뷔 음반인 Rodeo에 넣기로 결정하였고, 2015년 7월 29일 Antidote는 음반의 두번째 싱글로 공개되었다.

## 뮤직 비디오
2015년 9월 3일 VEVO를 통해 유튜브에서 뮤직 비디오의 티저 영상이 공개되었다. 2015년 9월 18일, 완전한 뮤비가 공개되었다.

## 라이브 공연
2015년 9월 23일, 스콧은 ABC의 프로그램인 지미 키멀 라이브 쇼에서 Antidote 라이브 공연을 하였다. 2015년 11월 17일, 위켄드의 투어 도중에 그는 레이트 나이트 위드 세스 메이어스 (Late Night with Seth Meyers)에서 "Antidote"와 "Pray 4 Love"의 메들리를 불렀다.

## 차트
| 차트 (2015)                     | 최고 순위 |
| ------------------------------- | --------- |
| 벨기에 (울트라팁 플랑드르)      | 75        |
| 캐나다 (캐나디안 핫 100)        | 47        |
| 프랑스 (SNEP)                   | 120       |
| 미국 빌보드 핫 100              | 16        |
| 미국 핫 알앤비/힙합 송 (빌보드) | 7         |

## 인증
| 국가                               | 인증     | 판매량/출하량 |
| ---------------------------------- | -------- | ------------- |
| 미국 (RIAA)                        | 플래티넘 | 1,000,000     |
| 판매량+스트리밍을 기반으로 한 인증 |          |               |

## 발매 기록
| 지역    | 날짜            | 포맷               | 레이블           |
| ------- | --------------- | ------------------ | ---------------- |
| 전 세계 | 2015년 7월 29일 | 디지털 다운로드    | 그랜드 허슬 에픽 |
| 미국    | 2015년 8월      | Urban contemporary | 그랜드 허슬 에픽 |